# Con San Francesco
Con San Francesco è un album musicale del 1980, inciso dal Piccolo Coro dell'Antoniano diretto da Mariele Ventre in occasione dell'ottavo centenario della nascita del Santo.
Orchestra e produzione G.B.Martelli.
Soedi - Antoniano - Distribuzione Dischi Ricordi spa.

## Tracce
Lato A
1. Lauda a San Francesco (Dal Laudario di Cortona - sec. XIII-XIV)
2. La predica agli uccelli
3. Piangendo Francesco
4. Chi trova un amico
5. Preghiera davanti al Crocefisso

Lato B
1. I cieli narrano (Salmo 18-19)
2. Il cantico delle creature
3. Alleluja, lodate il Signore (Salmo 150)
4. Saluto alla Vergine
5. San Francesco e il Lupo